# 네크로노미콘

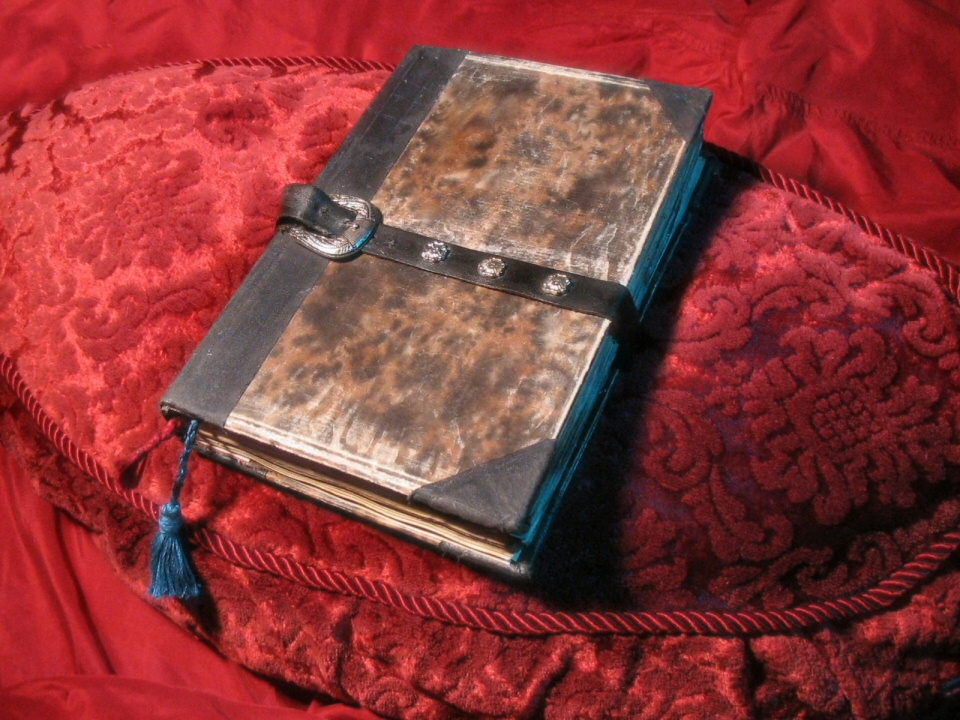

《네크로노미콘》(영어: Necronomicon)은 하워드 필립스 러브크래프트의 크툴루 신화에 등장하는 가상의 책이자 마법의 책(textbook of magic)이다. 《네크로노미콘》은 1924년 단편 〈개〉에 처음 등장하였으나, 그 저자 압둘 알하즈레드는 1년 앞서 단편 〈이름없는 도시〉에 인용된 바 있다. 신화 내에서 《네크로노미콘》은 옛것들과 그들의 역사, 그들을 소환하는 방법에 대한 것으로 되어 있다. 러브크래프트 사후 여러 출판사에서 《네크로노미콘》이라는 제목으로 된 여러 책을 출판, 이 책이 진서인지 위서인지에 대한 논쟁을 다시 불러일으켰으나 《네크로노미콘》은 러브크래프트의 상상의 산물이라는 것이 정설이다.
러브크래프트가 어떻게 《네크로노미콘》이라는 제목을 떠올리게 되었는지는 확실하지 않으며, 러브크래프트는 이 제목을 꿈에서 발견하였다고 밝힌 바 있다. 러브크래프트는 이 제목은 "죽은 자의 법률에 대한 이미지" - nekros(사체), nomos(법), eikon(이미지)로 해석된다고 밝힌 바 있다. 보다 원제에 가까운 번역은 nemo(고려하다)의 동사번형에서 비롯된 "죽은 자에 대하여"일 것이다.

## 내용
러브크래프트는 《네크로노미콘》의 내용이나 심지어 외양에 대해서도 자세한 묘사를 남기지 않았으나, 일반적으로는 위대한 고대의 존재들에 대한 내용을 담고 있으리라고 추측되고 있다.
아래의 두 구절은 단편 〈이름없는 도시〉에 최초로 등장하고 〈크툴루의 부름〉에서 《네크로노미콘》 인용임이 확인되는 유일한 단편이다:
죽지 않은 그것은 영원을 존재할 수 있으나
기묘한 영겁 속에서는 죽음마저 죽을 지 모른다.

## 가상의 역사
1927년 러브크래프트는 〈네크로노미콘의 역사〉라는 가상의 역사를 기록했고, 1938년 그의 사후 발표되었다. 이에 따르면 책의 원제는 《알 아지프(Al Azif)》로, 러브크래프트에 따르면 아지프는 "아랍인들이 곤충들이 밤에 내는 소리를 악마의 울부짖음이라 칭하는 말"이다. 아랍어 Azīf는 "바람소리; 기괴한 소리 혹은 소음"을 의미한다.
〈네크로노미콘의 역사〉에 따르면 "미친 아랍인" 알하즈레드는 러브크래프트의 신화적 존재인 요그-쇼토스와 크툴루를 숭배한 것으로 되어 있다. 그는 예멘의 사나 출신으로, 바빌론의 유적들과 멤피스의 지하의 비밀들을 보았으며, 아라비아의 사막들을 방문하고 이렘의 지하에서 "이름없는 도시"를 발견하였다. 만년에는 다마스커스에 살며 《알 아지프》를 저술하고 738년 사람들이 많이 오가는 백주대낮의 다마스커스 거리 한복판에서 눈에 보이지 않는 괴물에게 산채로 잡아먹히는 기괴한 죽음을 맞이했다.
《알 아지프》는 그 후 여러 해 동안 "그 시대의 철학자들 사이에서 중요한, 그러나 은밀한 관심을 갖게 되었"다. 이 책은 콘스탄티노폴리스 출신의 가상의 학자 테오도로스 필레타스에 의해 950년 《네크로노미콘》이라는 제목으로 그리스어로 번역되었다. 이 책은 "여러 실험자들로 하여금 끔찍한 시도를 하게끔 만들었으며, 결국 총대주교 미가엘에 의해 금지되고 불태워졌다." (총대주교 미가엘은 1059년 사망한 역사적 인물이다.)
탄압을 거친 끝에 《네크로노미콘》은 비밀스럽게 공유되다가 덴마크의 학자 올라우스 보르미우스에 의해 1228년 번역되었다. (현실의 보르미우스는 1588년에서 1624년까지 살았다.) 이 책은 교황 그레고리우스 9세에 의해 1232년 금서로 지정되었으나 15세기와 17세기에 각각 독일과 에스파냐에서 재간되었으며, 그리스어본은 16세기 초에 이탈리아에서 인쇄되었다. 영국의 마법사 존 디 (1527년-1609년)는 이 책을 영어로 번역한 것으로 알려져 있으나 영문본은 인쇄되지 않았고 오직 단편들만이 남아 있을 뿐이다.
러브크래프트에 따르면 아랍어 원본은 1050년에 그리스어판이 금지되기 전에 이미 사라진 것으로 알려졌으나 20세기 중에 샌프란시스코에 비밀스런 사본이 등장했다가 불타 사라졌다는 루머가 돌았다고 기록하였다. 그리스어본은 세일럼의 한 주민의 도서관에서 1692년 불타 사라진 이후 등장하지 않고 있다.

## 사본
러브크래프트의 〈네크로노미콘의 역사〉에 따르면 《네크로노미콘》의 원본은 다음 5곳에 보존되어 있다.
- 대영박물관
- 프랑스 국립도서관
- 하버드대학 위드너 도서관
- 부에노스아이레스대학
- 미스캐토닉대학 도서관: 매사추세츠주 아캄의 가상의 대학.

미스캐토닉대학 도서관은 17세기 에스파냐에서 출간된 올라우스 보르미우스의 라틴어본을 소장중인 것으로 알려져 있다. 다른 사본들은 여러 개인들의 비밀 소장품으로 되어 있다.